# عنکبوت (فیلم ۱۹۴۰)
«عنکبوت» (انگلیسی: The Spider (1940 film)) فیلمی در ژانر جنایی و درام به کارگردانی موریس الوی است که در سال ۱۹۴۰ منتشر شد.